# Dozular
Dozular è un comune dell'Azerbaigian situato nel distretto di Göygöl. Conta una popolazione di 518 abitanti.